# Ривкин, Вивиан
Вивиан Ривкин (англ. Vivian Rivkin; 24 декабря 1912, Кантон, штат Огайо — 1 февраля 1968, Нью-Йорк) — американская пианистка.
Училась в Кливленде, затем окончила Джульярдскую школу, ученица Карла Фридберга, Эдвина Хьюза и Лонни Эпштейн.
Дебютировала в Нью-Йорке в 1941 году, исполнив среди прочего премьеру Концертино в классическом стиле для фортепиано и камерного оркестра Нормана Делло Джойо с Нью-Йоркским камерным оркестром под управлением Дина Диксона. В том же году 29 апреля вместе со Стайвесантским квартетом участвовала в первом зарубежном исполнении фортепианного квинтета Дмитрия Шостаковича, в мае музыканты осуществили его запись. Ещё одна заметная камерная запись Ривкин — первая в США запись Увертюры на еврейские темы Сергея Прокофьева (участвовали также кларнетист Дэвид Вебер и струнный квартет Уильяма Новински).
В 1947—1954 гг. была замужем за Диксоном, несмотря на широко распространённые опасения, что межрасовый брак может сильно повредить карьере обоих музыкантов. Часто выступала и записывалась с ним — в частности, дважды были выпущены оба фортепианных концерта Эдуарда Мак-Доуэлла, записанные с оркестром Венской государственной оперы, с этим же оркестром были записаны 11-й и 22-й концерты Вольфганга Амадея Моцарта, а с Венским симфоническим оркестром — Рапсодия в стиле блюз Джорджа Гершвина.
В поздние годы была преимущественно известна как специалист по моцартовскому репертуару. Умерла от рака.